# Baungon
Baungon é um município de  segunda classe de renda municipal (d) na província Bukidnon, nas Filipinas. De acordo com o censo de 1 de maio  de  2020 possui uma população de 37 111 pessoas e 8 927 domicílios.